# Чаплинська сільська рада (Лисянський район)
Чапли́нська сільська́ ра́да — адміністративно-територіальна одиниця та орган місцевого самоврядування в Лисянському районі Черкаської області. Адміністративний центр — село Чаплинка.

## Загальні відомості
- Населення ради: 777 осіб (станом на 2001 рік)

## Населені пункти
Сільській раді підпорядковані населені пункти:
- с. Чаплинка
- с. Шушківка

## Склад ради
Рада складається з 14 депутатів та голови.
- Голова ради: Виноградова Валентина Василівна
- Секретар ради: Проценко Любов Олексіївна

### Керівний склад попередніх скликань
| Прізвище, ім'я, по батькові     | Основні відомості                                                 | Дата обрання | Дата звільнення |
| ------------------------------- | ----------------------------------------------------------------- | ------------ | --------------- |
| Виноградова Валентина Василівна | Сільський голова, 1960 року народження, освіта вища, позапартійна | 26.03.2006   | 31.10.2010      |
| Виноградова Валентина Василівна | Сільський голова, 1960 року народження, освіта вища, позапартійна | 31.10.2010   |                 |

Примітка: таблиця складена за даними сайту Верховної Ради України

### Депутати
За результатами місцевих виборів 2010 року депутатами ради стали:

#### За суб'єктами висування
| Суб'єкт висування | Кількість обраних депутатів | %    |
| ----------------- | --------------------------- | ---- |
| Самовисування     | 10                          | 71,4 |
| Народна партія    | 2                           | 14,3 |
| Партія регіонів   | 2                           | 14,3 |

#### За округами
| № округу        | Прізвище, ім'я, по батькові      | Дата визнання обраним | Освіта  | Партійна приналежність | Відомості про обраного депутата                        |
| --------------- | -------------------------------- | --------------------- | ------- | ---------------------- | ------------------------------------------------------ |
| Народна Партія  |                                  |                       |         |                        |                                                        |
| 3               | Проценко Любов Олекміївна        | 03.11.2010            | середня | позапартійна           | Чаплинська сільська рада, секретар                     |
| 4               | Тітаренко Наталія Іванівна       | 03.11.2010            | середня | позапартійна           | Чаплинськасільськабібліотека, завідувачка              |
| Партія регіонів |                                  |                       |         |                        |                                                        |
| 10              | Осадча Галина Іванівна           | 03.11.2010            | середня | позапартійна           | тимчасово не працює                                    |
| 12              | Плотніцька Наталія Володимирівна | 03.11.2010            | середня | позапартійна           | тимчасово не працює                                    |
| Самовисування   |                                  |                       |         |                        |                                                        |
| 1               | Плотніцька Надія Миколаївна      | 03.11.2010            | середня | позапартійна           | пенсіонер                                              |
| 2               | Піонт Тетяна Степанівна          | 03.11.2010            | середня | позапартійна           | Чаплинська сільська рада, бухгалтер                    |
| 5               | Проценко Наталія Михайлівна      | 03.11.2010            | середня | позапартійна           | НВКс. Чаплинка, вчитель початкових класів              |
| 6               | Дивнич Оксана Михайлівна         | 03.11.2010            | вища    | позапартійна           | НВКс. Чаплинка, вчитель української мови               |
| 7               | Шевченко Тетяна Сергіївна        | 03.11.2010            | середня | позапартійна           | пенсіонер                                              |
| 8               | Чугунова Галина Трохимівна       | 03.11.2010            | вища    | позапартійна           | тимчасово не працює                                    |
| 9               | Сквирська Наталія Андріївна      | 03.11.2010            | середня | позапартійна           | НВКс. Чаплинка, техпраців-ник                          |
| 11              | Котівська Наталія Миколаївна     | 03.11.2010            | вища    | позапартійна           | НВКс. Чаплинка, вчитель початкових класів, інформатики |
| 13              | Казначеєва Галина Іванівна       | 03.11.2010            | середня | член Партії регіонів   | територіаль-ний центр, соціальний працівник            |
| 14              | Притула Микола Анатолійович      | 03.11.2010            | вища    | позапартійний          | Лисянська філія ЗАТ"НВФ «Урожай», економіст            |

## Природно-заповідний фонд
На землях, що належать сільській раді, розташовано заповідне урочище місцевого значення «Бурти».

## Населення
Згідно з переписом УРСР 1989 року чисельність наявного населення сільської ради становила 898 осіб, з яких 364 чоловіки та 534 жінки.
За переписом населення України 2001 року в сільській раді мешкало 769 осіб.

### Мова
Розподіл населення за рідною мовою за даними перепису 2001 року:
| Мова       | Відсоток |
| ---------- | -------- |
| українська | 97,43 %  |
| російська  | 2,45 %   |
| вірменська | 0,13 %   |